# Wahlbezirk Böhmen 105
Der Wahlbezirk Böhmen 105 war ein Wahlkreis für die Wahlen zum Abgeordnetenhaus im österreichischen Kronland Böhmen. Der Wahlbezirk wurde 1907 mit der Einführung der Reichsratswahlordnung geschaffen und bestand bis zum Zusammenbruch der Habsburgermonarchie.

## Geschichte
Nachdem der Reichsrat im Herbst 1906 das allgemeine, gleiche, geheime und direkte Männerwahlrecht beschlossen hatte, wurde mit 26. Jänner 1907 die große Wahlrechtsreform durch Sanktionierung von Kaiser Franz Joseph I. gültig. Mit der neuen Reichsratswahlordnung schuf man insgesamt 516 Wahlbezirke mit je einem zu wählenden Abgeordneten, die durch Direktwahl mit allfälliger Stichwahl bestimmt wurden. Der Wahlkreis Böhmen 105 umfasste die Gerichtsbezirke Deutsch Gabel, Zwickau und Niemes (ohne die Gemeinde Zetten) sowie aus dem Gerichtsbezirk Weißwasser die Gemeinden Jesowai, Kleinbösig, Neudorf, Niedergruppai, Niederrokitai, Rosadl, Oberrokitai und Wiska. Nicht Teil des Wahlbezirks 105 waren die Städte Deutsch Gabel, Zwickau und Niemes (alle Wahlbezirk Böhmen 78). Aus der Reichsratswahl 1907 ging der Deutsche Agrarier Gustav Schreiner als Sieger hervor, wobei sich Schreiner mit 54 Prozent bereits ersten Wahlgang durchsetzen konnte. Schreiner konnte sein Mandat bei der Reichsratswahl 1911 mit 57 Prozent im ersten Wahlgang verteidigen. Stärkster Konkurrent der Agrarpartei war die Sozialdemokratische Partei, die bei den Reichsratswahlen auf 45 bzw. 42 Prozent kam.

## Wahlergebnisse

### Reichsratswahl 1907
Die Reichsratswahl 1907 wurde am 14. Mai 1907 (erster Wahlgang) durchgeführt. Die Stichwahl entfiel auf Grund der absoluten Mehrheit von Anton Schäfer im ersten Wahlgang.
| Kandidat                                                                      | Partei                     | Wahlkreis- stimmen | Prozent |
| ----------------------------------------------------------------------------- | -------------------------- | ------------------ | ------- |
| Gustav Schreiner                                                              | Deutsche Agrarpartei       | 4731               | 54,4 %  |
| Franz Siegl                                                                   | Sozialdemokratische Partei | 3870               | 44,5 %  |
|                                                                               | Christlichsoziale Partei   | 31                 | 0,4 %   |
|                                                                               | Tschechischer Zählkandidat | 29                 | 0,3 %   |
|                                                                               | Sonstige Parteien          | 51                 | 0,6 %   |
| Wahlberechtigte: 10.245, Ungültige/Leere Stimmen: 87, Wahlbeteiligung: 85,7 % |                            |                    |         |

### Reichsratswahl 1911
Die Reichsratswahl 1911 wurde am 13. Juni 1911 durchgeführt. Die Stichwahl entfiel auf Grund der absoluten Mehrheit von Adam Fahrner im ersten Wahlgang.
| Kandidat                                                                       | Partei                     | Wahlkreis- stimmen | Prozent |
| ------------------------------------------------------------------------------ | -------------------------- | ------------------ | ------- |
| Gustav Schreiner                                                               | Deutsche Agrarpartei       | 4337               | 57,1 %  |
| Wenzel Waberisch                                                               | Sozialdemokratische Partei | 3176               | 41,8 %  |
|                                                                                | Christlichsoziale Partei   | 67                 | 0,9 %   |
|                                                                                | Sonstige Parteien          | 19                 | 0,3 %   |
| Wahlberechtigte: 10.193, Ungültige/Leere Stimmen: 100, Wahlbeteiligung: 75,5 % |                            |                    |         |